# Elena Hilă
Elena Hilă (n. 20 mai 1974, România) este o fostă atletă română, specializată în  aruncarea greutății.

## Carieră
Prima ei performanță notabilă a fost locul 5 la Campionatul European de Juniori din 1993. La Campionatul Mondial din 1999 s-a clasat pe locul 12. În anul 2001 a ocupat locul 18 la Campionatul Mondial de la Edmonton și locul 12 la Universiada de la Beijing.
La Campionatul European în sală din 2002 de la Viena sportiva a obținut locul 6. În același an a ocupat locul 11 la Campionatul European de la München. La Campionatul Mondial din 2003 s-a clasat pe locul 19. Elena Hilă este multiplă campioană natională.
În 2004 ea a primit Medalia „Meritul Sportiv” clasa a II-a.

## Realizări
| An   | Competiție                               | Locație               | Loc | Note    |
| ---- | ---------------------------------------- | --------------------- | --- | ------- |
| 1993 | Campionatul European de Juniori (sub 20) | San Sebastián, Spania | 5   | 15,58 m |
| 1999 | Campionatul Mondial                      | Sevilla, Spania       | 12  | 17,88 m |
| 2001 | Campionatul Mondial                      | Edmonton, Canada      | 18  | 16,57 m |
| 2001 | Universiada                              | Beijing, China        | 12  | 16,01 m |
| 2002 | Campionatul European în sală             | Viena, Austria        | 6   | 17,52 m |
| 2002 | Campionatul European                     | München, Germania     | 11  | 17,41 m |
| 2003 | Campionatul Mondial                      | Paris, Franța         | 19  | 17,30 m |

## Recorduri personale
| Probă                       | Performanță | Dată              | Locație   |
| --------------------------- | ----------- | ----------------- | --------- |
| Aruncarea greutății         | 18,73 m     | 18 mai 2002       | Snagov    |
| Aruncarea greutății în sală | 18,73 m     | 27 februarie 1999 | București |

## Legături externe
- en Elena Hilă la World Athletics
- en  Elena Hilă la athleticspodium.com